# Excelsior-Unfall
Das deutsche Binnencontainerschiff Excelsior bekam am 25. März 2007 auf dem Rhein bei Köln-Zündorf Schlagseite nach Steuerbord und verlor dabei 32 Container, die die Fahrrinne blockierten und zur vollständigen Sperrung des Rheins für die Schifffahrt für fünf Tage führten. Der Excelsior-Unfall ist einer der Schiffsunfälle, die in der Geschichte der Rheinschifffahrt das meiste Aufsehen erregten, und war wochenlang ein beherrschendes Thema in den bundesdeutschen Medien.

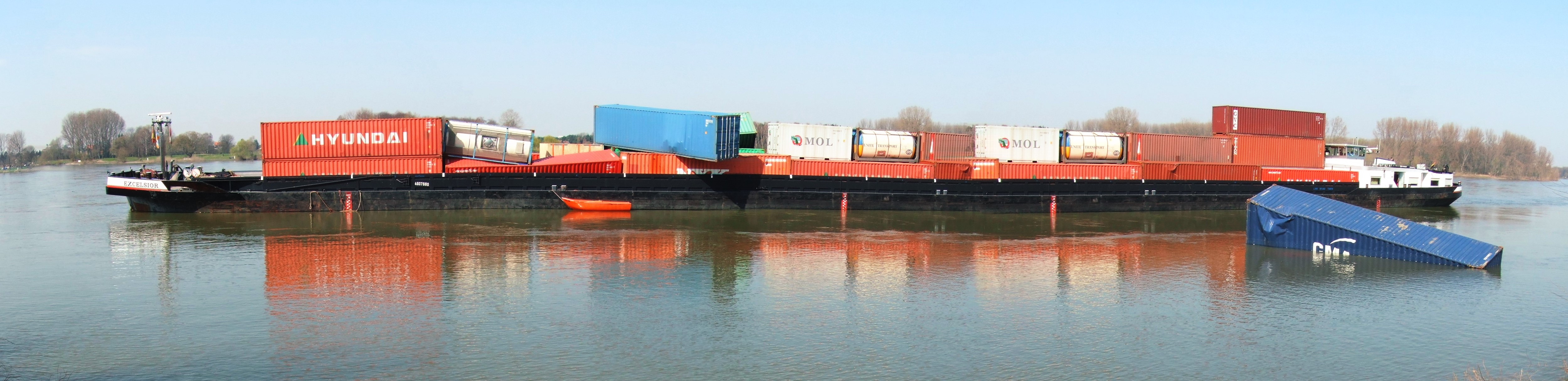
Das havarierte Containerschiff „Excelsior“ im Rhein bei Köln-Zündorf

## Binnencontainerschiff Excelsior
Die Excelsior ist ein im Jahre 1987 als Jean Bossler III auf der Werft Ebert & Söhne in Neckarsteinach gebautes Binnencontainerschiff, das mit der ENI-Nummer 04607680 in Neckarsteinach registriert wurde und seit 1998 für die Reederei Ludwig und Jakob Götz KG in Dienst steht. Die Länge des Schiffes beträgt 105,10 Meter, die Breite 11,40 Meter und die Tragfähigkeit 2.878 Tonnen. Es wird von einem Deutz-Turbodieselmotor mit einer maximalen Leistung von 1.180 kW bei 1.000/min angetrieben.
Die Schiffsbesatzung bestand auf der Fahrt vom 25. März 2007 aus vier Mann, dem ersten Schiffsführer, dem zweiten Schiffsführer sowie einem Steuermann und einem Matrosen.

## Unfallhergang

### Beladung und Fahrtantritt in Mannheim
Die Excelsior traf am 24. März 2007 gegen 18.00 Uhr beladen im Mannheimer Hafen ein und wurde dort teilweise gelöscht sowie im Anschluss wieder beladen. Die Ladung bestand aus 103 Containern in vier Lagen. Gegen 0.30 Uhr nahm das Schiff die Fahrt rheinabwärts mit dem Ziel Rotterdam auf. Vor Fahrtantritt überzeugte sich der erste Schiffsführer noch durch Fahrversuche von der ausreichend stabilen Beladung des Schiffes.

### Talfahrt auf dem Rhein
Die Fahrt auf dem Rhein verlief bis kurz vor Köln ohne besondere Vorkommnisse. Auch auf dem als schwierig für die Schifffahrt geltenden Flussabschnitt im Rheinischen Schiefergebirge (von Bingen bis Bonn) ergaben sich keine Probleme. Zeugenberichten, nach denen bereits in diesem Fahrtabschnitt eine auffällige Schräglage (Krängung) des Schiffes zu bemerken gewesen sei, stehen Beobachtungen der Wasserschutzpolizei in dem Gebiet entgegen, die nur die normale Krängung aufgrund des damals starken Windes und keine sonstigen Auffälligkeiten feststellte und dies auch amtlich so dokumentiert hat.

### Havarie bei Köln-Zündorf
In Höhe von Köln-Zündorf bei Rheinkilometer 677,4 ergab sich am 25. März gegen 14.30 Uhr eine starke Schräglage nach Steuerbord. Der erste Schiffsführer führte daraufhin eine Wende nach Steuerbord in der Erwartung aus, dass die hierbei auftretenden Fliehkräfte entgegenwirken und sich das Schiff in Richtung Backbord aufrichten würde. Diese an sich richtige Überlegung erwies sich jedoch als kontraproduktiv, weil bei der Wende ein unerwartet starker Squat-Effekt auftrat, wodurch sich die Schräglage nach Steuerbord noch erhöhte und ein Teil der Ladung (insgesamt 32 Container) über Bord ging.

### Bergung; Sperrung und Wiedereröffnung der Rheinschifffahrt
Da die verlorenen Container im Strom trieben, musste der Rhein sowohl für die gewerbliche Schifffahrt als auch für Sportschifffahrt vollständig gesperrt werden. Die Sperrung dauerte fünf Tage und konnte erst am Freitag, den 30. März 2007, um 20.15 Uhr wieder aufgehoben werden. Zu diesem Zeitpunkt wurden noch immer drei Container vermisst; ein weiterer war lokalisiert, aber noch nicht geborgen.
Von der Sperre waren schätzungsweise 500 Schiffe betroffen, die sich rheinaufwärts und rheinabwärts zwischen Mainz und Duisburg stauten.
Unter den über Bord gegangenen Containern befanden sich auch drei Gefahrgutcontainer. Aus einem dieser Container war ein beträchtlicher Teil der geladenen Gerbsäure ausgetreten, die allerdings als nur gering wassergefährdend eingestuft wurde.

## Schäden
Der Excelsior-Unfall führte zu keinen Personenschäden. Sachschaden entstand an der über Bord gegangenen Ladung und in geringem Umfang am Schiff selbst. Es entstanden jedoch erhebliche Bergungs- und Hilfeleistungskosten sowie Ausfallschäden des von der Rheinsperrung betroffenen Schiffsverkehrs. Die Bergungs- und Hilfeleistungskosten der öffentlichen Hand und privaten Leistungsträger beliefen sich auf über € 1.000.000.
Die Eigner der von der Rheinsperrung betroffenen Schiffe erlitten Schätzungen zufolge einen Ausfallschaden in Höhe von rund € 2.000 je Tag und Schiff.

## Unfallursachen
Nachdem sich erste Vermutungen, das Schiff könne auf Grund gelaufen oder ein technischer Defekt an Ruder- oder Maschinenanlage aufgetreten sein, schnell als unzutreffend herausstellten, kristallisierte sich schon früh ein Beladungsfehler als Unfallursache heraus. Eine mangelhafte Ladungssicherung konnte allerdings ebenfalls als Ursache ausgeschlossen werden, ebenso die Vermutung, das Schiff sei überladen gewesen. Die maximale Ladekapazität lag bei 2.867 Tonnen, das tatsächliche Gesamtgewicht der Ladung nur bei 2.377 Tonnen, so dass noch eine Reservetragfähigkeit von rund 490 Tonnen gegeben war.
Das Problem wurde schließlich in der unglücklichen Ladungsverteilung erkannt, die anfänglich die sichere Führung des Schiffes noch nicht beeinträchtigt hatte, in Höhe Köln aber zur Instabilität und dadurch zum Unfall führte. Es hatte sich plötzlich eine starke Schräglage nach Steuerbord ergeben. Diese könnte Folge der dann aufgetretenen ungünstigen Windverhältnisse gewesen sein, die zu der ungünstigen Ladungsverteilung noch hinzukamen. Außerdem war durch einen bei einer früheren Havarie entstandenen Riss Wasser in das Schiff eingedrungen und in die Vorpiek gelaufen, was die Stabilität zusätzlich verschlechterte. In dieser Situation ergriff der Schiffsführer zwei Gegenmaßnahmen, die theoretisch vernünftig waren, sich unter den gegebenen besonderen Umständen aber verhängnisvoll auswirkten. Er ließ zuerst den Ballastwassertank auf Backbordseite fluten, um das Schiff durch höheres Gewicht backbord wieder in das Gleichgewicht zu bringen. Daraufhin entschloss sich der Schiffsführer zu einem sofortigen Wendemanöver über Steuerbord mit der theoretisch richtigen Überlegung, dass die dabei auftretenden Fliehkräfte nach Backbord der Krängung entgegenwirken.
Im Zuge der weiteren Ermittlungen ergab sich, dass der Schiffsführer keinen Stauplan zur korrekten Ladungsverteilung erstellt hatte und die Container falsch geladen waren, teilweise schwere Container oben und leichte unten. Zudem waren etliche Container bis zu fünf Tonnen schwerer als in den Ladepapieren angegeben. Das Differenzgewicht (Abweichung zwischen den angegebenen und den tatsächlichen Gewichten) betrug insgesamt 236 Tonnen. Die vorgeschriebenen Stabilitätsberechnungen, die auch auf der Fahrt der Excelsior angestellt worden waren, sind unter solchen Umständen nicht verwertbar. Zudem beschränken sich die manuellen Stabilitätsberechnungsverfahren auf eine nur überschlägige Berechnung, die ausschließlich einen Zusammenhang zwischen der Höhe, auf der die Container geladen sind, und dem Gewicht herstellt, während die Gewichtsverteilung innerhalb der gleichen Höhe (Lage) unberücksichtigt bleibt und damit etwaige Ungleichgewichte zwischen Steuerbord- und Backbordseite einerseits oder heckseitig und bugseitig andererseits vollständig vernachlässigt werden. Die genaueren Computerprogramme zur Stabilitätsberechnung standen auf der Excelsior nicht zur Verfügung und waren zum Unfallzeitpunkt in der Binnenschifffahrt auch nicht allgemeiner Standard. Das Schiff hatte schon bei der Abfahrt Schlagseite nach Steuerbord, die durch Fluten der Backbord Ballasttanks ausgeglichen werden sollte. Hinweise entgegenkommender Schiffe auf die starke Schlagseite ignorierte der Schiffsführer.
Nach dem Gewichtsbezeichnungsgesetz (GewBezG) vom 28. Juni 1933 wäre auf allen Containern vom jeweiligen Absender das exakte Gewicht anzugeben gewesen. Die Einhaltung dieser Vorschrift hätte eine aussagekräftige Stabilitätsberechnung ermöglicht. Erst durch das Unfallereignis wurde aber bekannt, dass das Gewichtsbezeichnungsgesetz bereits seit Jahrzehnten in der Binnenschifffahrt überhaupt nicht mehr beachtet und seitens der zuständigen Behörden auch nicht mehr auf seine Einhaltung hingewirkt, sondern völlig ignoriert wurde und weitgehend in Vergessenheit geraten war. Im Grunde konnte deshalb die Stabilität nur durch Fahrversuche ermittelt werden, die der Schiffsführer in Mannheim auch unternommen hatte, ohne dabei Anzeichen für eine Instabilität festgestellt zu haben.

## Konsequenzen aus dem Excelsior-Unfall
Als Konsequenz aus dem Excelsior-Unfall wird wieder vermehrt auf die Einhaltung des Gewichtsbezeichnungsgesetzes hingewirkt. Inzwischen wurden mehrere Bußgeldverfahren wegen Verstoßes gegen das Gewichtsbezeichnungsgesetz eingeleitet. Der mit diesem Gesetz verbundene Aufwand für den Absender hat aber auch schon zu Überlegungen geführt, das Gesetz abzuschaffen; angesichts der Tatsache, dass die Einhaltung dieses Gesetzes geeignet gewesen wäre, den Excelsior-Unfall zu verhindern, eine nicht unproblematische Forderung.
Gegen die beiden Schiffsführer erhob die Staatsanwaltschaft Duisburg Anklage zum Schifffahrtsgericht Duisburg-Ruhrort. Sie forderte für beide Angeklagten Freiheitsstrafen. Nach dreitägiger Verhandlungsdauer wurde mit Urteil vom 16. November 2009 der erste Schiffsführer lediglich zu einer Geldstrafe von 160 Tagessätzen zu je 20 Euro (also gesamt 3.200 Euro) verurteilt, der zweite Schiffsführer wurde freigesprochen. Zur Urteilsbegründung hieß es, der erste Schiffsführer hätte vor dem Ablegen die Stabilität der Ladung berechnen müssen. Die Staatsanwaltschaft legte gegen das Urteil hinsichtlich beider Angeklagten Berufung ein; ebenso der erste Schiffsführer gegen seine Verurteilung. Das Oberlandesgericht Köln als Schifffahrtsobergericht änderte mit Berufungsurteil vom 27. November 2012 das Urteil gegen den ersten Schiffsführer geringfügig ab (in eine Geldstrafe von 130 Tagessätzen zu je 30 Euro, also insgesamt 3.900 Euro) und verwarf die Berufung der Staatsanwaltschaft gegen den Freispruch für den zweiten Schiffsführer. Da Revision in Schifffahrtssachen ausgeschlossen ist (§ 10 des Gesetzes über das gerichtliche Verfahren in Binnenschifffahrtssachen (BinSchGerG)), ist das Urteil rechtskräftig.
Im Juni 2010 forderte die Stadt Köln die Erstattung von 155.000 Euro, den Kosten für den Rettungseinsatz. Doch da die Summe aller Forderungen – alleine für die Bergung der Container weitere 730.000 Euro – die Deckungssumme der Haftpflichtversicherung der „Excelsior“ in Höhe von 740.000 Euro überschreitet, müssten die daraus nicht gedeckten Forderungen vom Schiffseigentümer getragen werden, so dass diesem die Insolvenz droht. Das Amtsgericht Mannheim hat ein schifffahrtrechtliches Verteilungsverfahren eingeleitet, mit dem Ziel einen Fonds einzurichten, aus dem die Forderungen beglichen werden können.